# Bahnhof Altenkirchen (Westerw)
Der Bahnhof Altenkirchen (Westerw) ist der Bahnhof der rheinland-pfälzischen Kreisstadt Altenkirchen (Westerwald). Er liegt an Streckenkilometer 65,1 der als Oberwesterwaldbahn bezeichneten Bahnstrecke Limburg–Altenkirchen sowie an Streckenkilometer 61,1 der Bahnstrecke Engers–Au, auch als Holzbachtalbahn bezeichnet.

## Geschichte

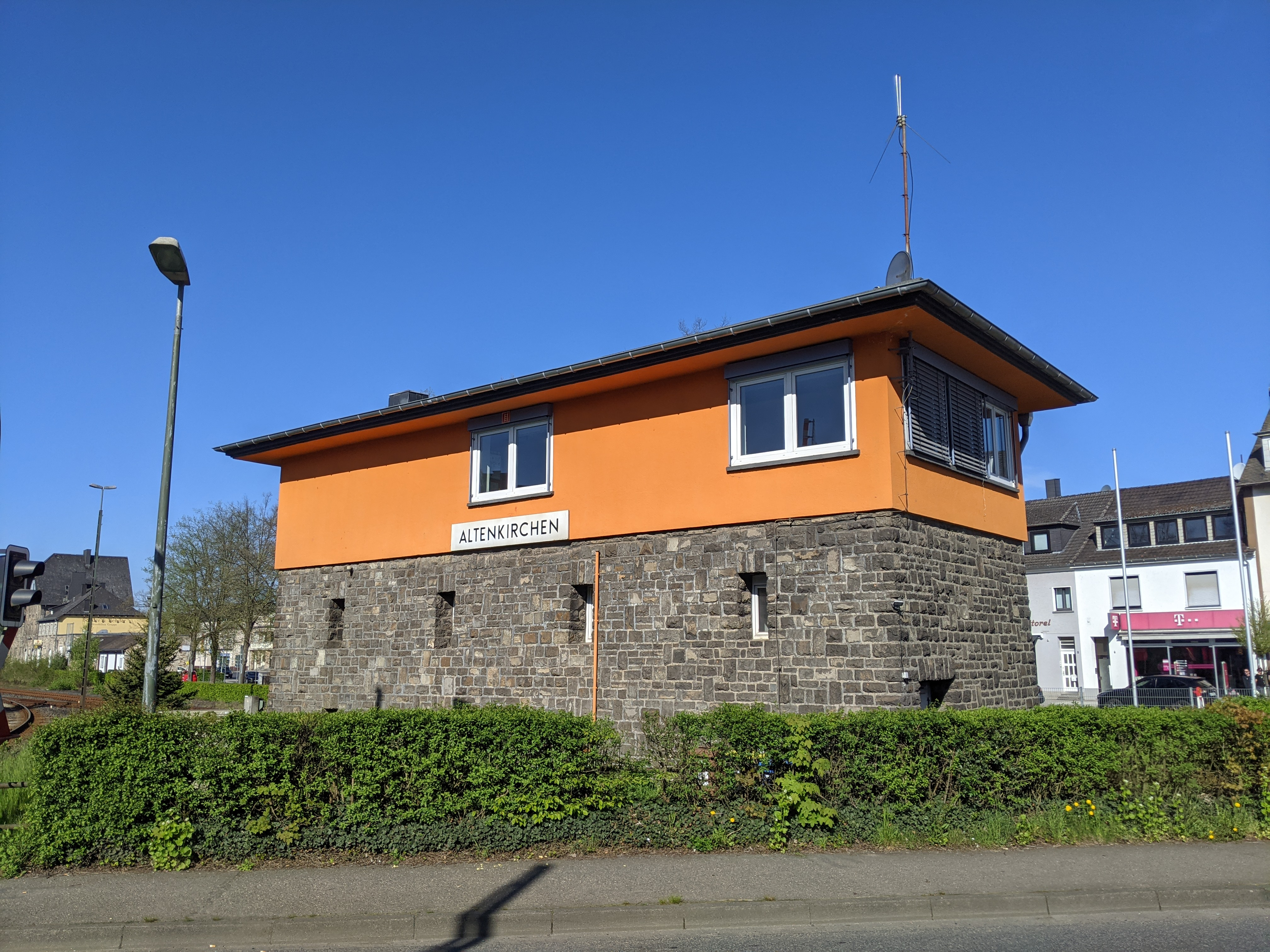
Stellwerk Altenkirchen

Der Bahnhof Altenkirchen (Westerwald) wurde am 1. April 1885 mit dem Streckenabschnitt Altenkirchen–Hachenburg der als Oberwesterwaldbahn bezeichneten Bahnstrecke Limburg–Altenkirchen eröffnet. im Jahr 1887 wurde die Bahnstrecke Siershahn–Altenkirchen (Holzbachtalbahn) eröffnet, im gleichen Jahr am 1. Mai die Weiterführung der Oberwesterwaldbahn Altenkirchen–Au (Sieg). Damit wurde der Bahnhof Altenkirchen zu einem Trennungsbahnhof und Verkehrsknotenpunkt.
Die Französische Besatzungsmacht ordnete nach dem Zweiten Weltkrieg alle Bahnstrecken im nördlichen Teil ihrer Besatzungszone der Eisenbahndirektion Mainz zu.
Ab den 1950er Jahren verkehrten auf der Strecke von Engers über Siershahn und Altenkirchen nach Au (Sieg) Uerdinger Schienenbusse. Noch bis 1975 wurden regelmäßig Dampflokomotiven eingesetzt.
Mit der schrittweisen Auflösung der Bundesbahndirektion Mainz in den Jahren 1971/72 fiel die Zuständigkeit für den Bahnhof Altenkirchen (Westerw) zum 1. Januar 1971 an die Bundesbahndirektion Frankfurt/M.
Am 2. Juni 1984 wurde der Personenverkehr auf der Bahnstrecke Siershahn–Altenkirchen eingestellt, sollte jedoch ab 2023 im Zuge der Wiederherstellung der Strecke wieder aufgenommen werden. Güterverkehr findet 2022 weiterhin von Altenkirchen aus statt.
Am 23. Mai 1993 wurde die Strecke zwischen Au (Sieg) und Altenkirchen auf signalisierten Zugleitbetrieb umgestellt, gleichzeitig erfolgte eine Vertaktung des Personenverkehrs auf der gesamten Linie von Au über Altenkirchen nach Limburg.
Mit der Betriebsaufnahme der vectus Verkehrsgesellschaft mbH zum Fahrplanwechsel 2004/2005 am 12. Dezember 2004 wurden die seit 1986 verkehrenden Dieseltriebwagen der Baureihe 628 durch LINT-Triebwagen ersetzt und die 1986 eingerichteten Bedarfshalte zwischen Altenkirchen und Au (Sieg) wieder in reguläre Haltepunkte umgewandelt.
Die Strecke der Oberwesterwaldbahn (RB 28) wurde im Rahmen der Ausschreibung des Dieselnetzes Eifel-Westerwald-Sieg (EWS) im September 2011 durch den Zweckverband SPNV-Nord neu ausgeschrieben. Im Zuge dieser Ausschreibung wurden die Züge von Limburg bzw. Westerburg kommend über Altenkirchen und Au (Sieg) hinaus nach Siegen sowie bei einzelnen Fahrten bis Kreuztal verlängert. Die Linien RB 28 (Limburg–Westerburg–Altenkirchen–Au (Sieg)) und RB 95 (Au (Sieg)–Wissen (Sieg)–Siegen) wurden im Zuge dieser Maßnahme zu einer durchgehenden Linie (RB 90) zusammengelegt.

## Empfangsgebäude
Das Empfangsgebäude des Bahnhofs Altenkirchen (Westerwald) ist ein stattlicher Typenbau aus Bruchstein. Es wurde um 1883/84 errichtet. Der Bahnhof besitzt die Adresse Bahnhofstraße 1. Gemäß rheinland-pfälzischem Denkmalschutzgesetz ist das Empfangsgebäude des Altenkirchener Bahnhofs ein Kulturdenkmal.

## Gleisanlagen
Der Bahnhof Altenkirchen (Westerwald) besitzt 2022 insgesamt vier von ursprünglich acht Gleisen, davon zwei Bahnsteiggleise. Die meisten Züge verkehren von Gleis 2. Die beiden bahnsteiglosen Gleise dienen der Hessischen Landesbahn zum Abstellen ihrer Fahrzeuge sowie dem Güterverkehr.

## Verkehr

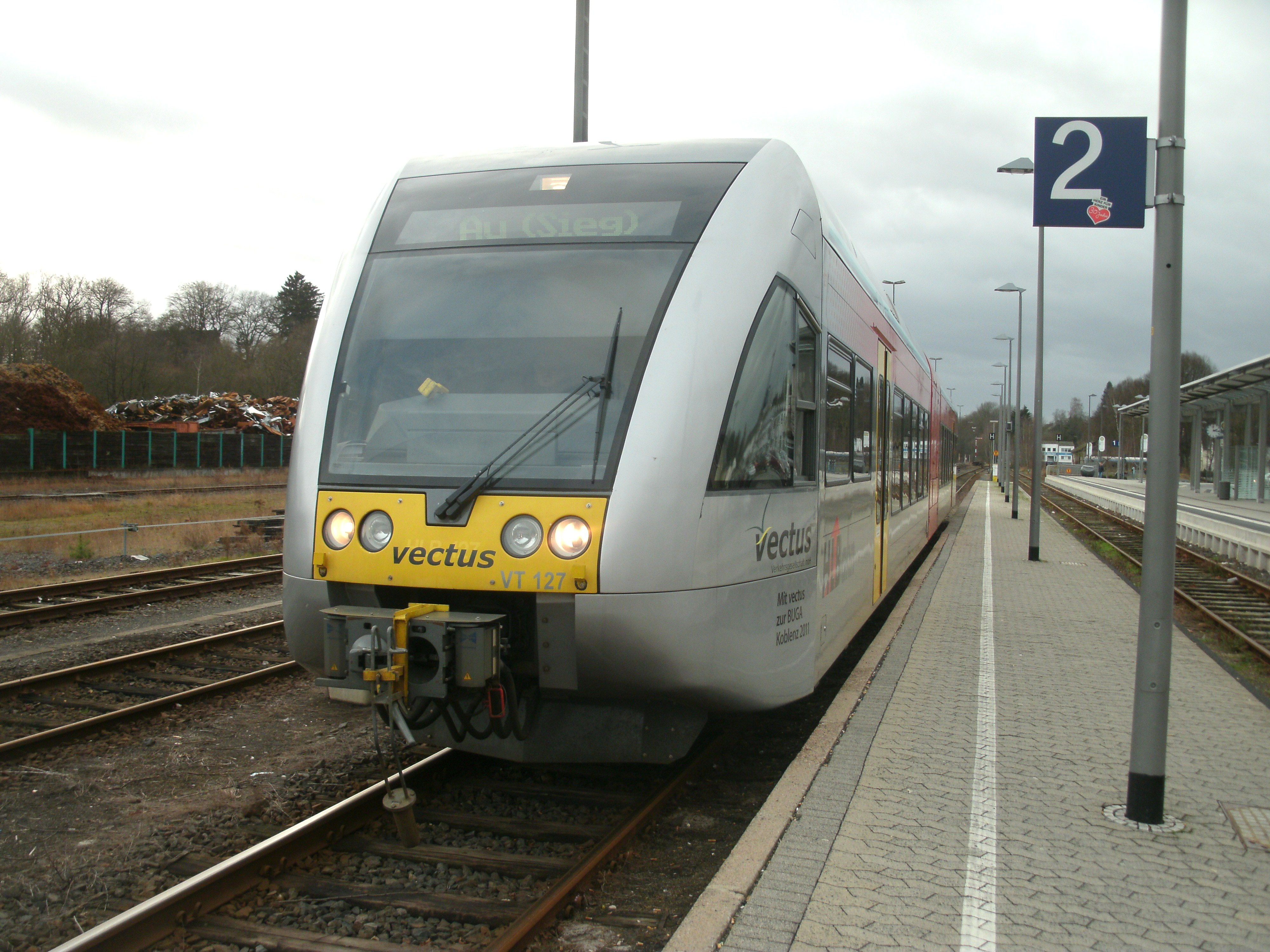
Triebwagen der vectus Verkehrsgesellschaft auf Gleis 2 (heute Gleis 3) im Bahnhof Altenkirchen auf dem Weg nach Au (Sieg) (2011)

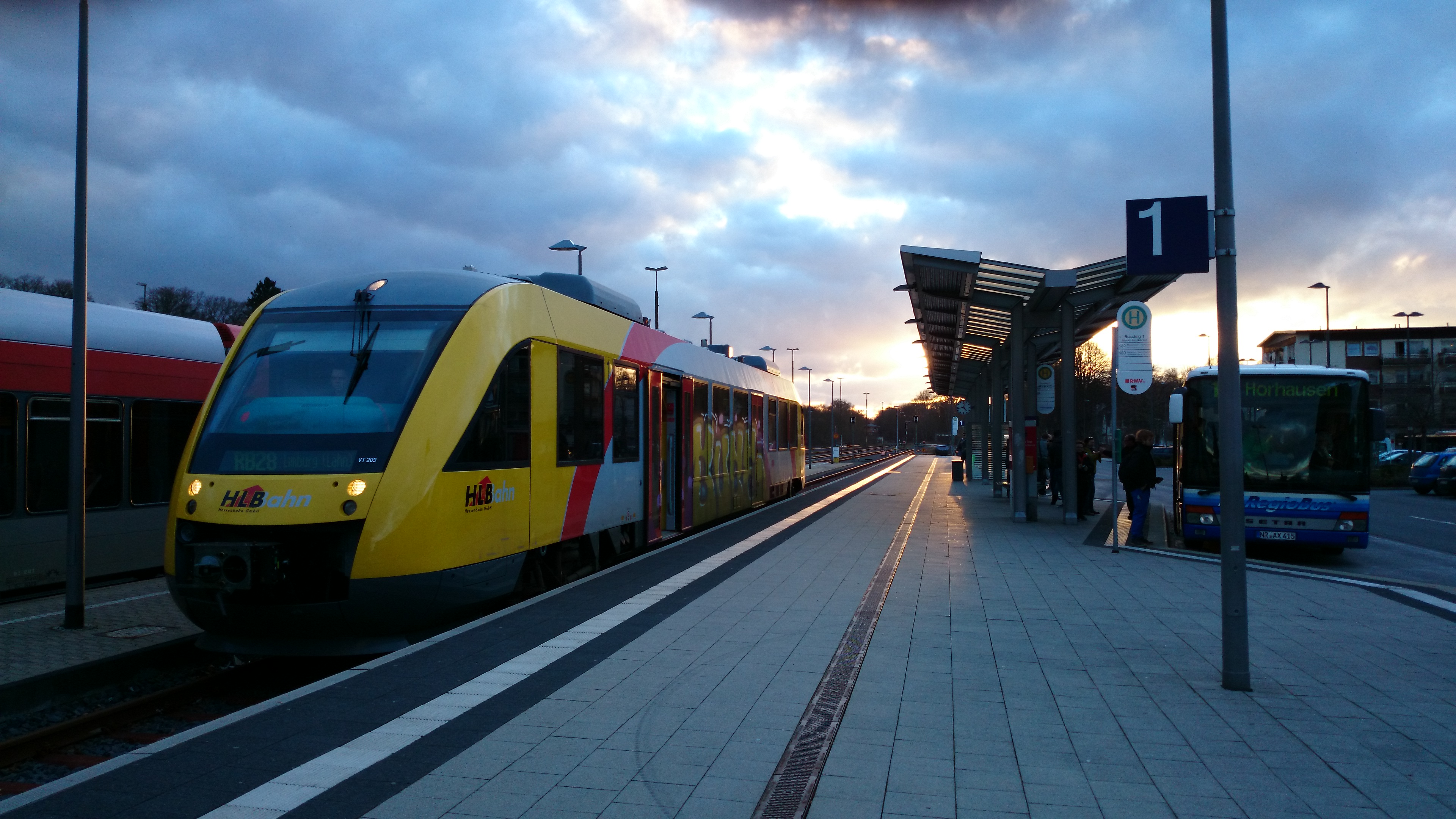
Triebwagen des Typs LINT 27 der Hessischen Landesbahn bei Dämmerung im Bahnhof Altenkirchen

### Personenverkehr
Der Bahnhof Altenkirchen liegt an der Strecke aus Limburg–Westerburg (KBS 461). Diese wird nach Fahrtrichtungswechsel auf der Oberwesterwaldbahn fortgesetzt. Die Verbindungen wurden zwischen Dezember 2004 und Dezember 2014 von der vectus Verkehrsgesellschaft befahren; seit Dezember 2014 wird sie von der Hessischen Landesbahn, Betriebsbereich Dreiländerbahn betrieben. Hier verkehren die Züge der Linie RB 90 (Oberwesterwaldbahn) nach dem Rheinland-Pfalz-Takt im Auftrag des Zweckverband SPNV Nord täglich im Stundentakt sowie Züge der Linie RB 93 (Rothaar-Bahn) täglich mit einem Zugpaar. Im Abschnitt Betzdorf–Altenkirchen wird zu den Hauptverkehrszeiten teilweise im Halbstundentakt gefahren.
Es werden seit 1998 die inzwischen überholten Fahrzeuge der Baureihe GTW 2/6 von Stadler sowie seit 2006 die neueren einteiligen Coradia LINT 27 (Baureihe 640) und die zweiteiligen LINT 41 (Baureihe 648) von ALSTOM LHB eingesetzt.
| Linie | Zuglauf | Takt                                             |
| ----- | --- | ------------------------------------------------ |
| RB90  | Westerwald-Sieg-Bahn: (Kreuztal – Siegen-Geisweid – Siegen-Weidenau –)* Siegen Hbf – Eiserfeld (Sieg) – Niederschelden Nord – Niederschelden – Mudersbach – Brachbach – Freusburg Siedlung – Kirchen – Betzdorf (Sieg) – Scheuerfeld (Sieg) – Niederhövels – Wissen (Sieg) – Etzbach – Au (Sieg) – Geilhausen – Hohegrete – Breitscheidt (Kr Altenkirchen Ww) – Kloster Marienthal (wochentags zweistdl.) – Obererbach – Altenkirchen (Westerwald) – Ingelbach – Hattert – Hachenburg – Unnau-Korb – Nistertal-Bad Marienberg (– Büdingen (Westerw) – Enspel – Rotenhain) (zweistündlich) – Langenhahn – Westerburg – Willmenrod – Berzhahn – Wilsenroth – Frickhofen – Niederzeuzheim – Hadamar – Niederhadamar – Elz (Kr Limburg/Lahn) – Staffel – Diez Ost – Limburg (Lahn) * einzelne Züge an Werktagen Stand: Fahrplanwechsel Dezember 2024 | 60 min zus. Verstärkerzüge Betzdorf–Altenkirchen |
| RB93  | Rothaarbahn: Betzdorf (Sieg) – Kirchen – Freusburg Siedlung – Brachbach – Mudersbach – Niederschelden – Niederschelden Nord – Eiserfeld (Sieg) – Siegen Hbf – Siegen-Weidenau – Siegen-Geisweid – Kreuztal – Ferndorf (Siegen) – Kredenbach – Dahlbruch – Hillnhütten – Stift Keppel-Allenbach – Hilchenbach – Vormwald Dorf – Vormwald – Lützel – Erndtebrück – Birkelbach – Aue-Wingeshausen – Berghausen (b Wittgenstein) – Raumland-Markhausen – Bad Berleburg Werktags einzelne Fahrten von Au (Sieg) bzw. Altenkirchen, Samstags 2x von Marburg nach Betzdorf als RB 94 Stand: Fahrplanwechsel Dezember 2021 | 60 min 120 min (Betzdorf–Siegen sonn-/feiertags) |

### Güterverkehr

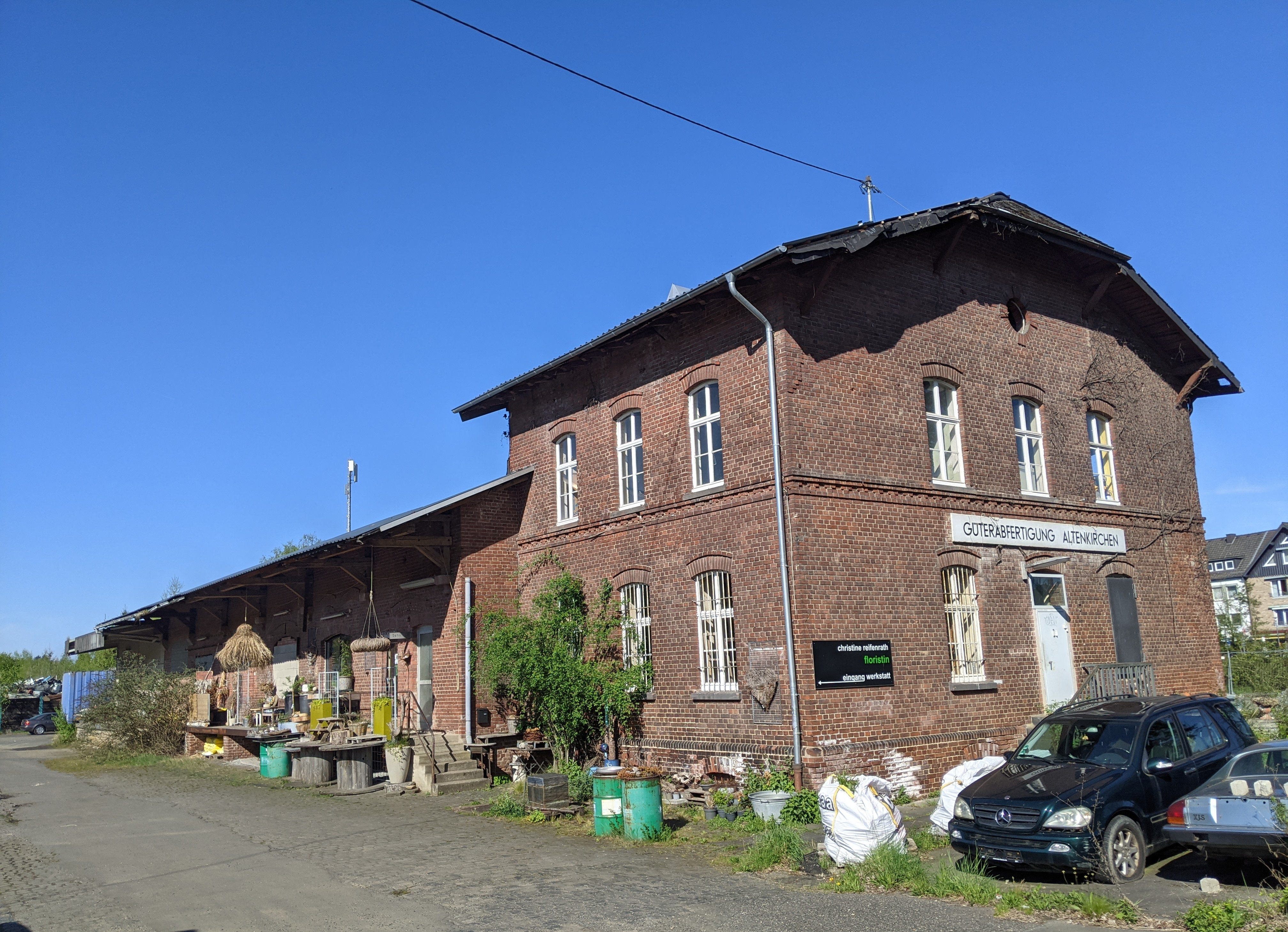
Güterabfertigung Altenkirchen

Auf der Strecke Altenkirchen–Siershahn findet von Altenkirchen aus Güterverkehr statt. Die DB Cargo übernahm 2018 die Bedienung von der kreiseigenen Westerwaldbahn GmbH (WEBA). Im Abschnitt Selters–Raubach–Altenkirchen werden seit 2006 wieder Güterkunden auf der Schiene, darunter ein Gleisanschluss in Neitersen und die Firma Schütz Behälterbau in Selters, wo die Strecke heute mitten durch die Werkhallen verläuft, bedient. Seit 2019 befindet sich die Holzbachtalbahn im Eigentum der Lappwaldbahn.

### Busverkehr
Der Regionalbusverkehr wird mehrheitlich von den Unternehmen Martin Becker und Westerwaldbus durchgeführt.
Auf dem Bahnhofsvorplatz des Altenkirchener Bahnhofs befindet sich ein Busbahnhof, an welchem Regionalbusse in die umliegenden Städte und Dörfer verkehren. Zwischen dem Busbahnhof und dem Gleis 2 des Altenkirchener Bahnhofs liegt ein Kombibahnsteig, welcher ein „bahnsteiggleiches“ Umsteigen von Zügen auf Busse und umgekehrt ermöglicht.

### Park-/Bike and ride
Am Bahnhof Altenkirchen befindet sich zudem eine Park-and-Ride-Anlage sowie eine Bike-and-Ride-Anlage.

## Tarife
Seit dem 1. August 2002 ist der Tarif des Verkehrsverbundes Rhein-Sieg (VRS) als Übergangstarif auf den Schienenstrecken – allerdings nicht auf den Buslinien – im Kreis Altenkirchen anerkannt, wenn der Start- oder Zielbahnhof im Gebiet des VRS liegt. Ebenso ist der Landkreis Altenkirchen seit dem 1. Januar 2009 Mitglied im Verkehrsverbund Rhein-Mosel (VRM). Der VRM-Tarif gilt für Fahrten innerhalb des Landkreises Altenkirchen sowie in andere Landkreise, welche Mitglied im VRM sind, beispielsweise in den Landkreis Neuwied. Die Mitgliedschaft im VRM ermöglicht es Fahrgästen mit Verbundfahrscheinen, vom Zug in den Bus oder umgekehrt zu wechseln, ohne ein weiteres Ticket kaufen zu müssen.